# Canitz-Christina

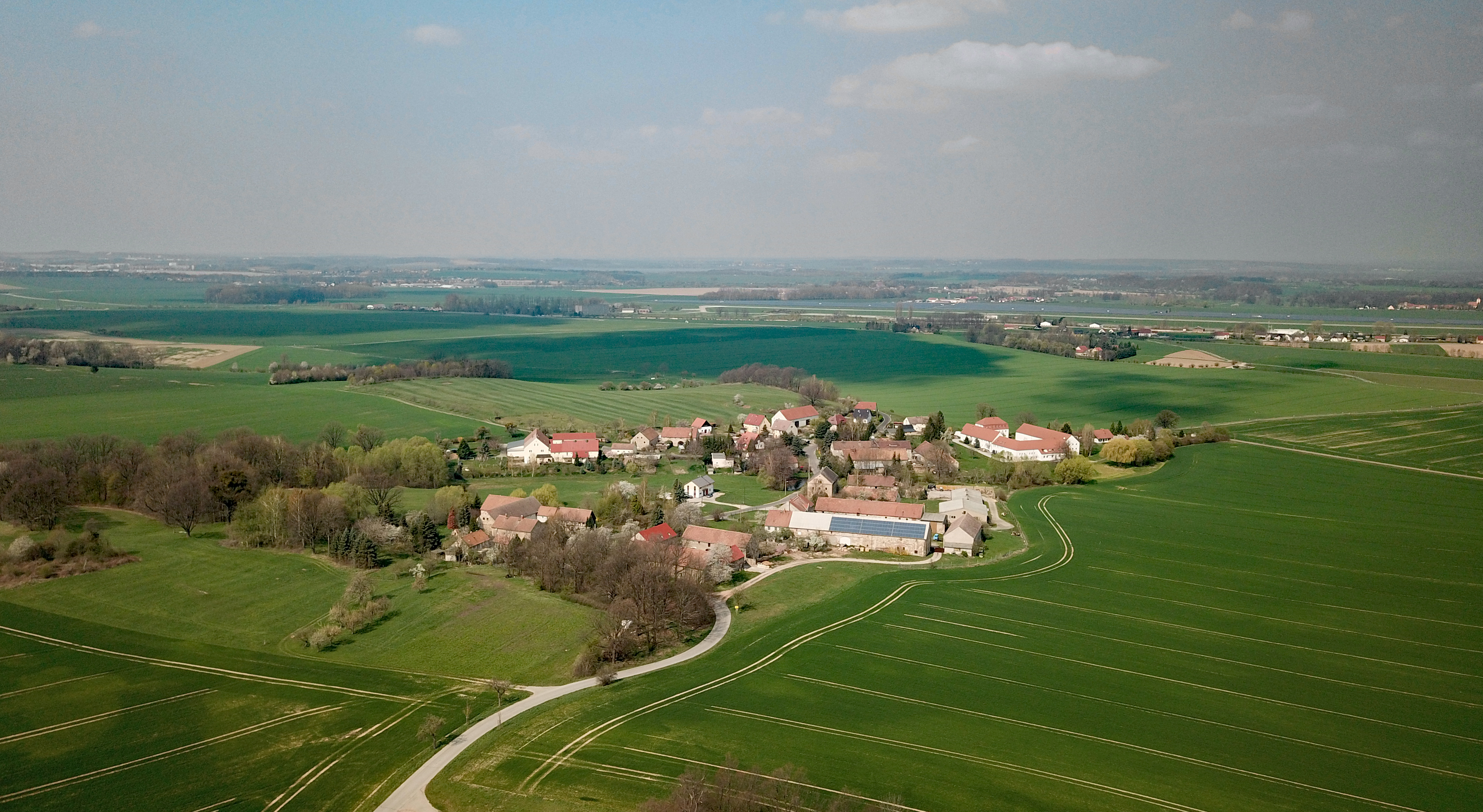
Luftbild

Canitz-Christina, obersorbisch Konjecyⓘ, ist ein Ortsteil der Gemeinde Kubschütz im sächsischen Landkreis Bautzen. Es zählt zum offiziellen sorbischen Siedlungsgebiet in der Oberlausitz.

## Geographie
Der Rundling liegt nordöstlich von Kubschütz im Lößlehm-Hügelgebiet viele Berge vor dem Czorneboh-Zug.

## Geschichte
Die Gemarkung war bereits während der Bronzezeit besiedelt, westlich des heutigen Dorfes wurde ein auf die Zeit um 1000 v. Chr. datiertes Gräberfeld entdeckt.
Die erste Erwähnung von „Kanewicz“ erfolgte 1368 in einer Urkunde des Bautzener Domstiftes, in dem die an das Stift zu leistenden Abgaben an Hühnern, Getreide und Silberzins aufgeführt sind. 1532 waren zehn Bauern von Canitz dem Bautzener Rat und zwei dem Domstift untertänig. Die Landwirtschaft auf den fruchtbaren Böden war so ertragreich, dass sich die dem Rat untertänigen Bauern im Jahre 1602 freikauften. In Canitz bestand zudem ein Lehngut, zu dem seit 1620 eine Schäferei gehörte. Die Herkunft des Doppelnamens „Canitz-Christina“ ist nicht abschließend geklärt, bereits 1419 ist der Ort jedoch als Coynewitz cristani verzeichnet. Möglicherweise diente der Zusatz zur Unterscheidung von Cannewitz. Weitere historische Ortsnamenformen sind Konewicz (1441) und Conitz (1455), vermutlich abgeleitet von sorbisch kóń („Pferd“), worauf der sorbische Ortsname bis heute verweist.
Bis 1856 unterstand das Dorf der Gerichtsbarkeit der Stadt Bautzen. Der Ort gehört zum Kirchspiel Purschwitz. Auf dem nördlichen Teil der Gemarkung, nahe Neupurschwitz, wurde bis 1918 eine Ziegelei mit Tongrube betrieben. Später wurde das Gelände als Hühnerfarm genutzt. 1936 erfolgte die Eingemeindung von Kumschütz. Seit 1973 ist Canitz-Christina ein Ortsteil von Kubschütz.

## Bevölkerung und Sprache

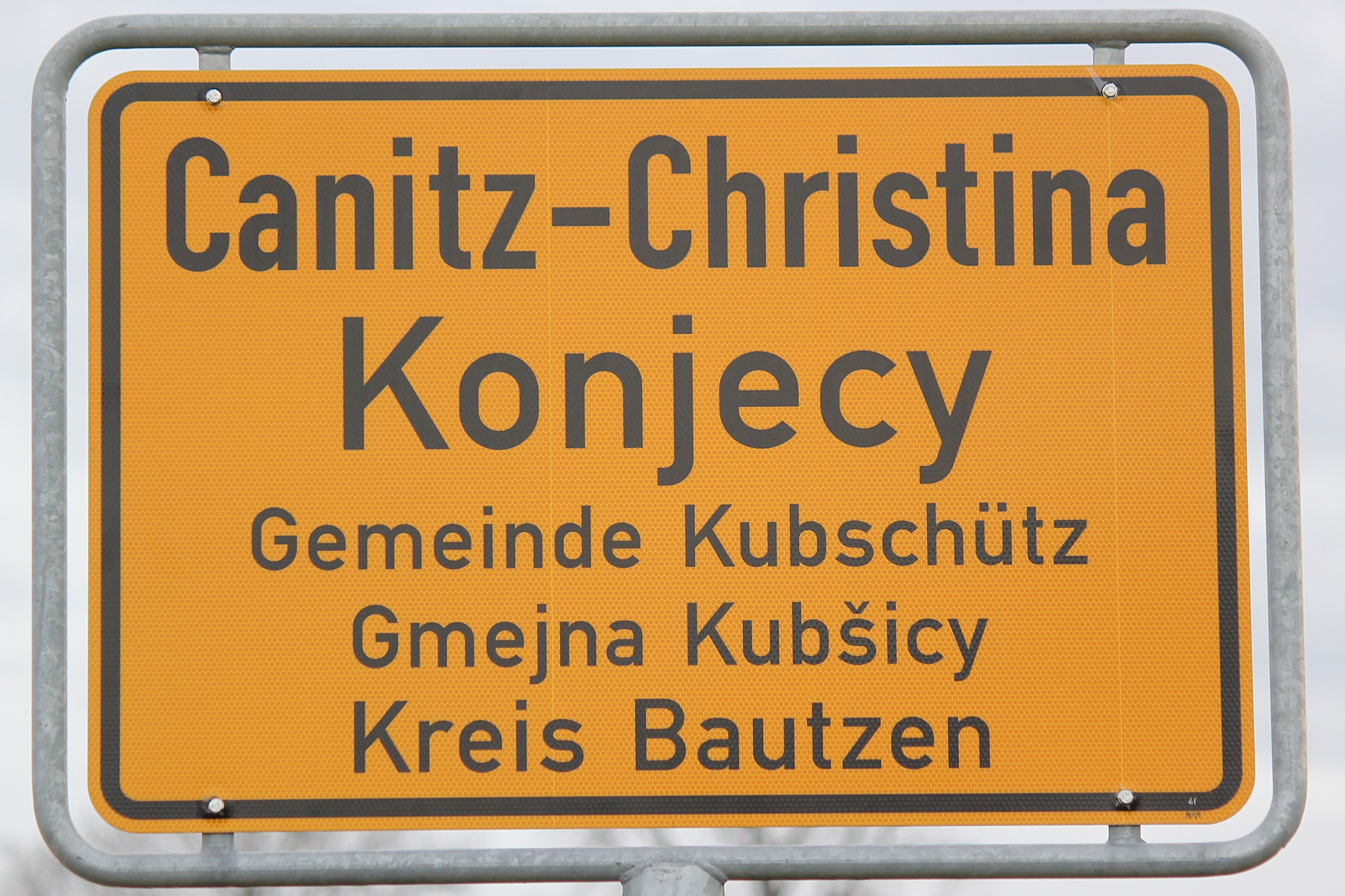
Ortstafel von Canitz-Christina

Für seine Statistik über die sorbische Bevölkerung in der Oberlausitz ermittelte Arnošt Muka in den achtziger Jahren des 19. Jahrhunderts eine Bevölkerungszahl von 176 Einwohnern; davon waren 159 Sorben (90 %) und 17 Deutsche. Hier wurde der evangelische Bautzener Dialekt gesprochen. Der Sprachwechsel zum Deutschen erfolgte in Canitz-Christina während der ersten Hälfte des 20. Jahrhunderts. Im Jahr 1956 sprachen nur noch 36 Prozent der Einwohner Sorbisch. Seither ist die Sprache im Ort weitgehend aus dem Alltag verschwunden.

## Persönlichkeiten
- Jan Wjela (1737–1793), sorbischer Pfarrer; Vater des Malers Heinrich Theodor Wehle (Hendrich Božidar Wjela)